# Fluid Editorial
Fluid Editorial va ser una casa editora de breu trajectòria (1930-1932) fundada a Terrassa per Josep Puig i Arnaus i el seu cosí Francesc Puig i Puig. Dels només cinc títols que va arribar a publicar aquest segell egarenc, el quatre primers van ser impresos als tallers gràfics de Joan Morral, a qui s'ha atribuït erròniament la fundació de l'editorial.
En una entrevista apareguda el 20 d'abril de 1930 al diari La Publicitat, els cofundadors van expressar el seu propòsit de difondre, amb la nova editorial, «les produccions originals d'escriptors locals». Aquesta aspiració es reiterava en una entrevista posterior a La Veu de Catalunya (5 de juliol de 1930), i, no obstant això, es justificava que el primer títol publicat per Fluid Editorial hagués estat una obra pòstuma del gran poeta provençal Frederic Mistral, Rondalles (1930), editada en commemoració del centenari del seu naixement: «Precisament, perquè no semblés que es tancava dintre un localisme estret, hem volgut començar la nostra col·lecció amb un autor que no fos de Terrassa, àdhuc que no fos català, però que per la seva significança i la seva obra s'apropés força al nostre esperit, i hem triat un autor de valor reconegut per tothom: Mistral».

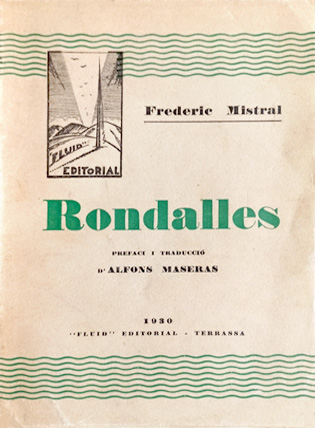
Portada de Rondalles, de Frederic Mistral, obra editada el 1930 per Fluid Editorial.

A continuació de les Rondalles de Mistral, traduïdes i prologades per Alfons Maseras, l'editorial va publicar Els quatre amics (1930), novel·la del terrassenc Joan Duch i Aguiló (1891-1968); El relliscall (1931), narració costumista de l'advocat i escriptor barceloní Alexandre Bulart i Rialp (1889-1949) que havia estat premiada als Jocs Florals del Rosselló de l'any anterior; i Pau Canyelles, ex-difunt (1931), única novel·la del periodista i polític egarenc Joaquim Ventalló i Vergés (1899-1996), a qui sovint es recorda com a traductor al català de Les aventures de Tintín per les seves versions de les tirallongues de renecs del capità Haddock.
L'efímer itinerari del segell es va cloure amb Sinopsi Mistralenca (1932), un assaig sobre la personalitat i obra de Frederic Mistral a càrrec del ja esmentat Alexandre Bulart i Rialp, amb pròleg de Carles Grandó i un epíleg d'un descendent del poeta. La inviabilitat de l'empresa, que ja havia estat augurada pels fundadors veient el reduït nombre de vendes i subscripcions, va portar al tancament aquell mateix any.